# Petits Frères des pauvres
Les Petits Frères des Pauvres est une association caritative française, reconnue d'utilité publique. Elle œuvre conjointement avec deux autres entités, l'association de gestion des établissements des Petits Frères des Pauvres et la fondation des Petits Frères des Pauvres.

## Activité
En 1946, cherchant à venir en aide à des personnes âgées démunies, Armand Marquiset fonde les Petits Frères des Pauvres. À l'origine, étant porté par son inspiration chrétienne, il cherche à obtenir le statut de congrégation religieuse. Toutefois, les autorités de l'Église de France lui ayant conseillé de conserver à son association un caractère laïc, Les Petits Frères des Pauvres sont ainsi sans appartenance politique ni confessionnelle. Ils représentent aujourd'hui en France un réseau de plus de 12 000 bénévoles et plus de 600 salariés sur plus de 300 lieux d'action. 
Ils organisent des actions collectives (vacances, Noël, sorties culturelles, etc.).
Ils accompagnent vers le logement les personnes isolées, en habitat précaire, mal logées ou sans domicile fixe.
En 2016, à l'occasion du 70e anniversaire de l'association, l'exposition Objectif Vieillesse, 9 regards sur les personnes âgées, a lieu à la Galerie Fait & Cause (Paris). 
En 2017, les Petits Frères des pauvres réalisent une étude, avec l'institut CSA sur la mort sociale de 300 000 personnes âgées en France. En 2018, ils révèlent que plus d'un quart des seniors de plus de 60 ans n'utilisaient jamais Internet.
En 2019, les Petits Frères des Pauvres dévoilent leur nouvelle identité visuelle : avec un nouveau logo et la signature « Non à l'isolement de nos aînés ».
La Fondation des Petits Frères des Pauvres, reconnue d’utilité publique et abritante, facilite et améliore durablement les conditions de vie des personnes âgées démunies et/ou isolées, notamment en matière de logement[réf. souhaitée].
Elle abrite en son sein onze fondations sous son égide :
- la Fondation Bersabée, créée en 1977 pour le logement social,
- la Fondation Othenin-Girard,
- la Fondation Mireille et Pierre Landrieu,
- la Fondation UTB,
- la Fondation Andrée Morillon
- la Fondation JALMALV Paris-Île-de-France
- la Fondation Abuela
- la Fondation Emile Lamy
- la Fondation LiLa Lanier
- la Fondation La Maison de Gardanne
- la Fondation Cayrou de Sigals

Les dons que les contribuables font à l'Association et à la Fondation permettent de bénéficier de déductions fiscales. Pour promouvoir son action auprès du public et lui permettre de faire appel au don en confiance, l’association adhère au Comité de la Charte.
Les Petits Frères des Pauvres sont présents dans 10 pays : au Canada, aux États-Unis, en Pologne, en Espagne, en Allemagne, en Irlande, en Suisse, en Roumanie, au Mexique et en France.

## Présidents

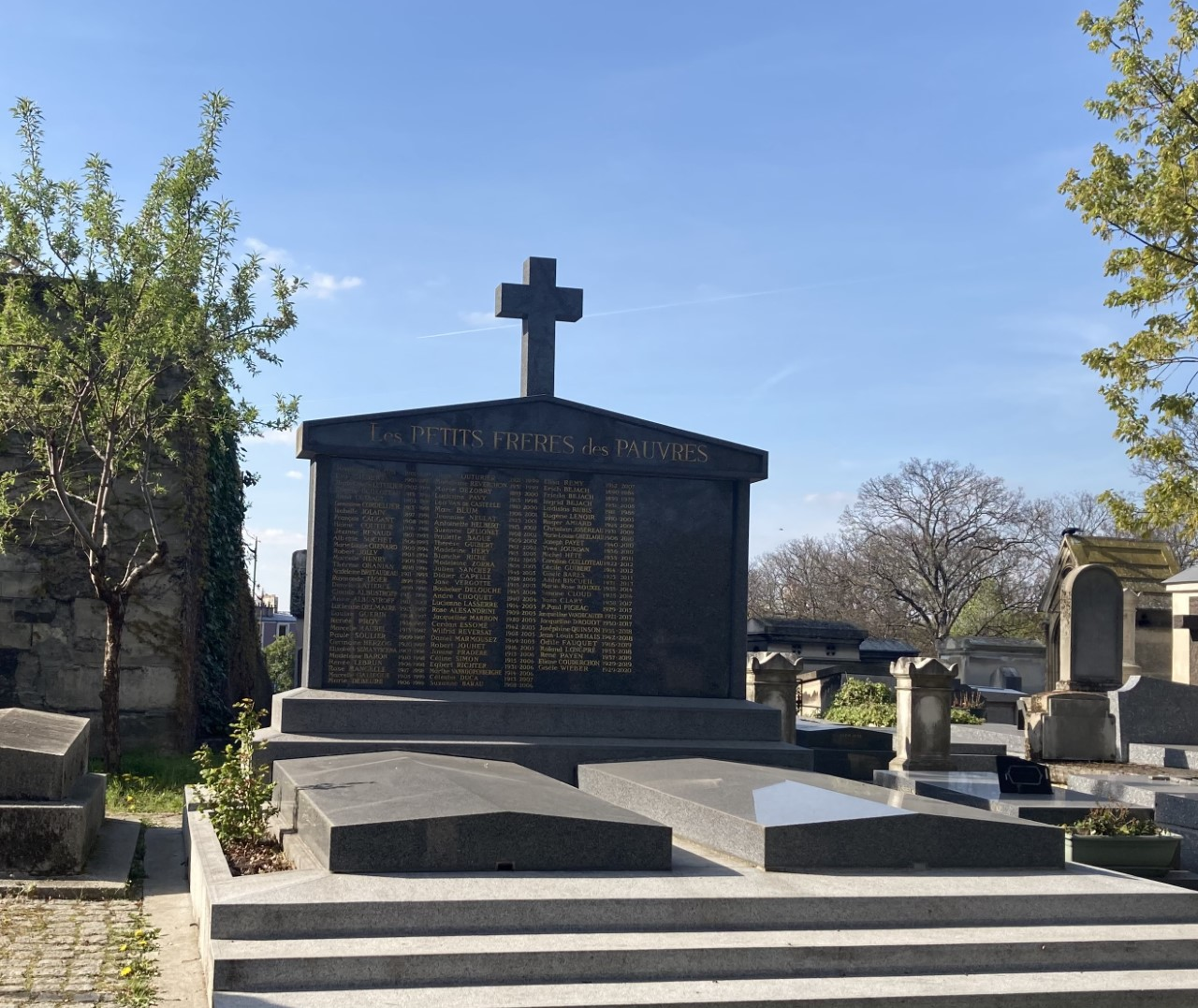
Sépulture collective des petits frères des pauvres au cimetière de Montmartre (division 13).

- 2008-2015 : Michel Chegaray
- 2015-2023 : Alain Villez[8]
- depuis 2023 : Anne Géneau